# Peter Walker (Bischof)
Peter Knight Walker (* 6. Dezember 1919 in Leeds; † 28. Dezember 2010 in Cambridge) war ein britischer anglikanischer Theologe und Bischof von Ely.
Peter Walker besuchte die Leeds Grammar School und studierte dann bis zur Zwischenprüfung 1940 Klassische Altertumswissenschaft am Queen’s College an der Universität Oxford. Walker trat dann in die Royal Navy ein und diente bis 1945 im Atlantik, dem Indischen Ozean und dem Mittelmeer. 1945 kehrte er an die Universität von Oxford zurück und studierte dort weiter mit einem Schwerpunkt auf antiken Sprachen (Litterae Humaniores oder Greats) bis zu seinem Abschluss. Ab 1947 arbeitete Peter Walker zunächst als Lehrer an der King’s School in Peterborough und dann ab 1950 an der Merchant Taylors’ School in Northwood.
Im Studienjahr 1953/54 erhielt er eine Priesterausbildung am Westcott House in Cambridge, er kehrte nach seiner Priesterweihe aber an die Merchant Taylors’ School zurück, wo er bis 1956 weiter unterrichtete. Er übernahm dann in Hemel Hempstead seine erste Gemeinde als Priester. 1958 wurde er jedoch als Priester und Theologielehrer an das Corpus Christi College der Universität Cambridge berufen. 1961 kehrte er an das Westcott House zurück. Peter Walker führte das Westcott House ab 1962, bis er 1972 zum Suffraganbischof von Dorchester in der Diözese Oxford berufen wurde. Gleichzeitig war er in dieser Zeit auch ein Priester für das Christ Church College der Universität Oxford.
1977 wurde Peter Walker zum Bischof der Diözese Ely berufen. In dieser Eigenschaft war er bis 1989 ein Mitglied des House of Lords. Die zwölf Jahre, die Walker Bischof von Ely war, waren eine schwierige Zeit für die Diözese. Die Zahl der Priesterstellen sank entsprechend der Zahl der Gläubigen von 230 auf 165 und die Kathedrale von Ely musste aufwändig restauriert werden. Vor allem Walker ist es dabei zu verdanken, dass es gelang, innerhalb von zwei Jahren die dafür notwendige Summe von vier Millionen britischen Pfund zu sichern, die zur Hälfte auch noch aus der Diözese stammte.
Peter Walker wurde als Freund und Ratgeber unter anderem von W.H. Auden wie auch dem damaligen Erzbischof von Canterbury Robert Runcie geschätzt. Walker, dessen theologische Ansichten von Dietrich Bonhoeffer beeinflusst wurden, war bis 1996 der Leiter der britischen Sektion der International Bonhoeffer Society. Walker veröffentlichte ein einziges Buch, das unter dem Titel The Anglican Church Today: Rediscovering the Middle Way als zusammenfassende Darstellung seiner Ansichten gilt.
Peter Walker war seit 1973 verheiratet, er hatte keine Kinder.

## Schriften
- The Anglican Church Today: Rediscovering the Middle Way, Continuum International Publishing, London 1988, ISBN 978-0264671017